# Silurus biwaensis
Silurus biwaensis (japanisch 琵琶湖大鯰 Biwako ōnamazu, englisch Giant Lake Biwa Catfish) ist eine große, endemisch nur im japanischen Biwa-See vorkommende Welsart.

## Verbreitung
Silurus biwaensis kommt ausschließlich im Biwa-See vor, in dem mit Silurus lithophilus eine zweite endemische Welsart lebt.

## Beschreibung
Diese Welsart ähnelt dem Europäischen Wels. Er hat einen langgestreckten walzenförmigen Körper und erreicht bis zu 118 Zentimetern Länge und 17 Kilogramm Gewicht. Der Rücken ist schwarz, der Bauch weiß. Der Kopf macht etwas weniger als ein Viertel der Standardlänge aus. Der Unterkiefer ist deutlich länger als der Oberkiefer. Das einzelne Bartelnpaar am Unterkiefer ist relativ kurz und fein, die Barteln am Oberkiefer erreichen nur bei Jungtieren die Brustflossen. Die Rückenflosse weist vier bis sechs Strahlen auf. Die Brustflossen haben einen Hartstrahl und 13 bis 15 Weichstrahlen, die Bauchflossen einen Hart- und neun bis zwölf Weichstrahlen. Die Afterflosse hat 71 bis 83 Weichstrahlen. Bei der Schwanzflosse ist der obere Lobus mit sechs bis sieben Strahlen länger als der untere mit sieben bis neun. Die Kiemenreuse weist am oberen Bogen zwei oder drei, am unteren neun bis zwölf Dornen auf. Es sind 14 bis 16 Branchiostegalstrahlen vorhanden.

## Lebensweise
Über die Lebensweise von Silurus biwaensis ist wenig bekannt. Er ernährt sich von Fischen und lebt auf dem Gewässergrund des Sees. S. biwaensis ist der größte Raubfisch in Biwa-See. Mithilfe telemetrischer Methoden versuchte man das Wanderverhalten der Fischart zu erklären. Dabei fand man heraus, dass die Fische mehr oder weniger standorttreu sind und sich meist in der Nähe ihrer Laichgründe aufhalten. Andere Studien zeigten, dass sich die Subpopulationen des Sees kaum vermischen.

## Beziehung zu Menschen

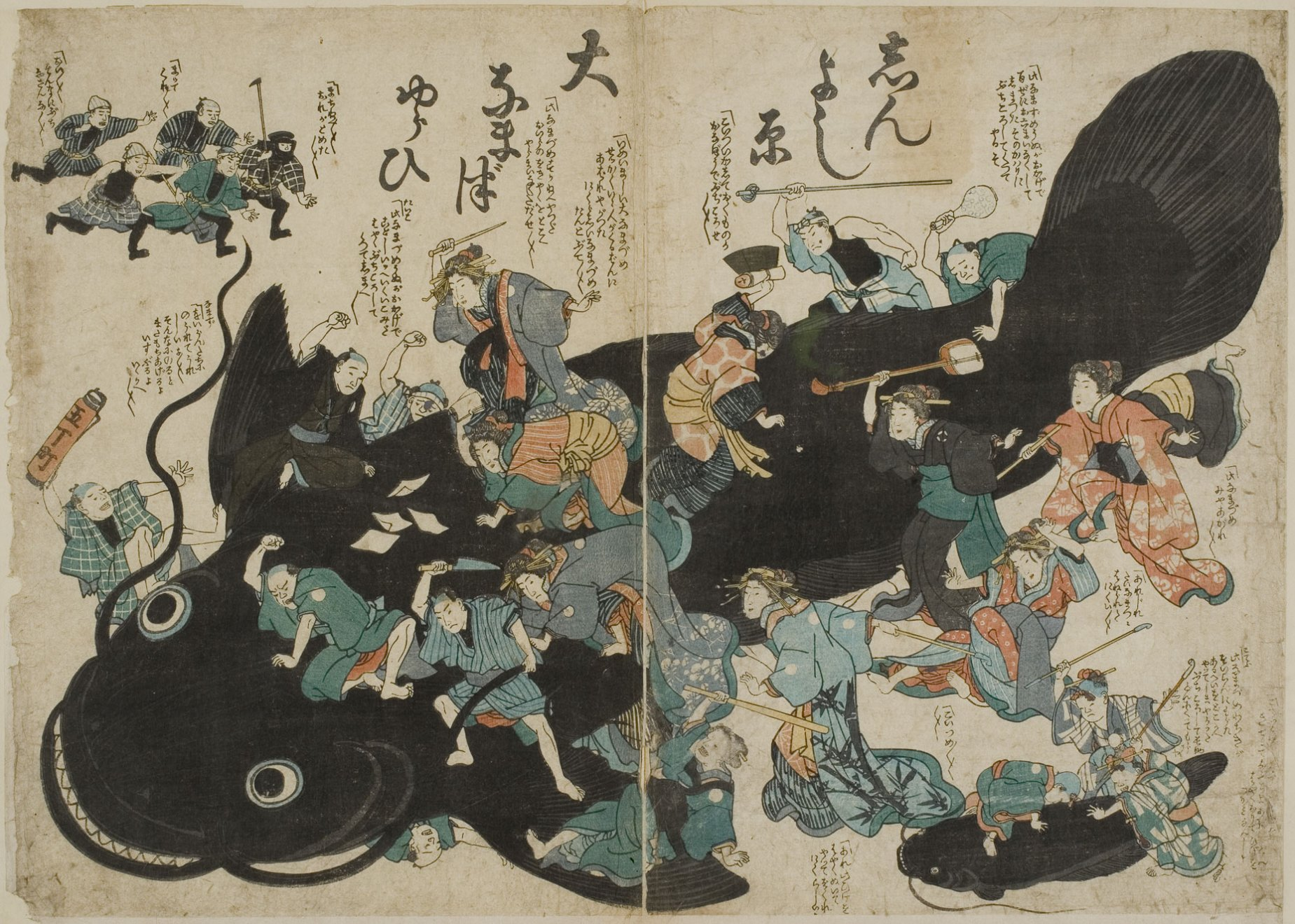
Allegorische Darstellung aus der Edo-Zeit: Namazu, ein großer Wels, verursacht durch seine Bewegungen das Ansei-Edo-Erdbeben 1855.

Einige Fischer sind der Meinung, dass die Fische in der Lage seien, Erdbeben vorherzusagen, indem sie ihre Verhaltensweise bei einem bevorstehenden Erdbeben ändern.  In der japanischen Mythologie glaubt man sogar, dass Erdbeben durch die Bewegungen eines riesigen Welses (Ōnamazu) unterhalb der Erdkruste hervorgerufen werden.